# Елена Бруггер
Елена Гайке Бруггер (нім. Elena Heike Brugger; нар. 21 серпня 1997) — німецька борчиня вільного стилю, багаторазова призерка чемпіонатів світу та Європи в молодших вікових групах, чемпіонка Європи серед юніорів, чемпіонка світу серед студентів, на дорослому рівні — бронзова призерка чемпіонату світу, дворазова бронзова призерка чемпіонатів Європи.

## Життєпис
Боротьбою почала займатися з 2002 року.
Виступає за спортивний клуб TuS Adelhausen. Тренер — Маріо Сашс (з 2013). Чемпіонка Німеччини 2019, 2022 та 2024 років, срібна призерка 2023 року, бронзова призерка 2015—2018 років.

## Спортивні результати на міжнародних змаганнях

### Виступи на Чемпіонатах світу
| Змагання                        | Збірна    | Вагова категорія          | Місце  |
| ------------------------------- | --------- | ------------------------- | ------ |
| Чемпіонат світу з боротьби 2019 | Німеччина | жіноча боротьба, до 57 кг | 24     |
| Чемпіонат світу з боротьби 2021 | Німеччина | жіноча боротьба, до 57 кг | 11     |
| Чемпіонат світу з боротьби 2022 | Німеччина | жіноча боротьба, до 59 кг | 14     |
| Чемпіонат світу з боротьби 2023 | Німеччина | жіноча боротьба, до 59 кг | 5      |
| Чемпіонат світу з боротьби 2024 | Німеччина | жіноча боротьба, до 59 кг | Бронза |

### Виступи на Чемпіонатах Європи
| Змагання                         | Збірна    | Вагова категорія          | Місце  |
| -------------------------------- | --------- | ------------------------- | ------ |
| Чемпіонат Європи з боротьби 2018 | Німеччина | жіноча боротьба, до 55 кг | 7      |
| Чемпіонат Європи з боротьби 2019 | Німеччина | жіноча боротьба, до 57 кг | 19     |
| Чемпіонат Європи з боротьби 2022 | Німеччина | жіноча боротьба, до 59 кг | Бронза |
| Чемпіонат Європи з боротьби 2023 | Німеччина | жіноча боротьба, до 57 кг | Бронза |

### Виступи на Чемпіонатах світу серед студентів
| Змагання                                        | Збірна    | Вагова категорія          | Місце  |
| ----------------------------------------------- | --------- | ------------------------- | ------ |
| Чемпіонат світу з боротьби серед студентів 2018 | Німеччина | жіноча боротьба, до 55 кг | Золото |

### Виступи на інших змаганнях
| Змагання                                            | Збірна    | Вагова категорія          | Місце  |
| --------------------------------------------------- | --------- | ------------------------- | ------ |
| Flatz Open 2015                                     | Німеччина | жіноча боротьба, до 53 кг | Золото |
| Гран-прі Німеччини з боротьби 2015                  | Німеччина | жіноча боротьба, до 55 кг | 5      |
| Гран-прі Німеччини з боротьби 2017                  | Німеччина | жіноча боротьба, до 55 кг | Срібло |
| Klippan Lady Open 2018                              | Німеччина | жіноча боротьба, до 55 кг | 10     |
| Турнір Дана Колова — Николи Петрова 2018            | Німеччина | жіноча боротьба, до 55 кг | 5      |
| Klippan Lady Open 2019                              | Німеччина | жіноча боротьба, до 57 кг | 5      |
| Гран-прі Німеччини з боротьби 2019                  | Німеччина | жіноча боротьба, до 57 кг | Бронза |
| Турнір Яшара Догу 2019                              | Німеччина | жіноча боротьба, до 57 кг | 9      |
| Відкритий чемпіонат Польщі з боротьби 2019          | Німеччина | жіноча боротьба, до 57 кг | 12     |
| Меморіал Маттео Пелліконе 2020                      | Німеччина | жіноча боротьба, до 57 кг | 10     |
| Гран-прі Франції Анрі Деглана 2021                  | Німеччина | жіноча боротьба, до 57 кг | 7      |
| Турнір Яшара Догу 2021                              | Німеччина | жіноча боротьба, до 57 кг | Срібло |
| Турнір Яшара Догу 2022                              | Німеччина | жіноча боротьба, до 57 кг | 8      |
| Меморіал Маттео Пелліконе 2022                      | Німеччина | жіноча боротьба, до 59 кг | 5      |
| Турнір Зухає Сгає 2022                              | Німеччина | жіноча боротьба, до 59 кг | Срібло |
| Меморіал Іона Корнеану і Ладислава Сімона 2022      | Німеччина | жіноча боротьба, до 57 кг | Бронза |
| Гран-прі Франції Анрі Деглана 2023                  | Німеччина | жіноча боротьба, до 57 кг | Золото |
| Турнір Ібрагіма Мустафи 2023                        | Німеччина | жіноча боротьба, до 57 кг | 8      |
| Меморіал Імре Поляка та Яноша Варги 2023            | Німеччина | жіноча боротьба, до 57 кг | 17     |
| Відкритий чемпіонат Польщі з боротьби 2023          | Німеччина | жіноча боротьба, до 57 кг | 12     |
| Відкритий чемпіонат Загреба з боротьби 2024         | Німеччина | жіноча боротьба, до 57 кг | 9      |
| Турнір Яшара Догу, Вехбі Емре і Гаміта Каплана 2024 | Німеччина | жіноча боротьба, до 57 кг | 11     |
| Відкритий чемпіонат Польщі з боротьби 2024          | Німеччина | жіноча боротьба, до 59 кг | Золото |

### Виступи на змаганнях молодших вікових груп
| Змагання                                       | Збірна    | Вагова категорія          | Місце  |
| ---------------------------------------------- | --------- | ------------------------- | ------ |
| Чемпіонат Європи з боротьби серед кадетів 2014 | Німеччина | жіноча боротьба, до 52 кг | 5      |
| Чемпіонат світу з боротьби серед кадетів 2014  | Німеччина | жіноча боротьба, до 52 кг | Бронза |
| Чемпіонат Європи з боротьби серед юніорів 2015 | Німеччина | жіноча боротьба, до 55 кг | 13     |
| Чемпіонат Європи з боротьби серед юніорів 2016 | Німеччина | жіноча боротьба, до 51 кг | Золото |
| Чемпіонат світу з боротьби серед юніорів 2016  | Німеччина | жіноча боротьба, до 51 кг | Бронза |
| Чемпіонат Європи з боротьби серед юніорів 2017 | Німеччина | жіноча боротьба, до 55 кг | Бронза |
| Чемпіонат світу з боротьби серед юніорів 2017  | Німеччина | жіноча боротьба, до 55 кг | 22     |
| Чемпіонат Європи з боротьби серед молоді 2017  | Німеччина | жіноча боротьба, до 55 кг | 10     |
| Чемпіонат Європи з боротьби серед молоді 2018  | Німеччина | жіноча боротьба, до 55 кг | Срібло |
| Чемпіонат світу з боротьби серед молоді 2018   | Німеччина | жіноча боротьба, до 55 кг | Бронза |
| Чемпіонат Європи з боротьби серед молоді 2019  | Німеччина | жіноча боротьба, до 57 кг | 5      |